# Tanjung Selamat (Portibi)
Tanjung Selamat is een bestuurslaag in het regentschap Padang Lawas Utara van de provincie Noord-Sumatra, Indonesië. Tanjung Selamat telt 231 inwoners (volkstelling 2010).